# Віслюк
Віслю́к (Equus africanus asinus), осел, або африканський осел  одомашнена форма віслюка, підвид із роду Кінь (Equus), ряду Конеподібних (Equiformes).
Всі одомашнені віслюки належать до африканських віслюків, оскільки приручити куланів (азійських віслюків) ніколи не вдавалося.
На відміну від коня, віслюк має пристосовані до кам'янистої й нерівної поверхні копита. Вони допомагають безпечніше пересуватися, але гірші для швидкого пересування. Проте, в окремих випадках, осел може розвивати швидкість 70 км/год. Віслюки походять з країн з посушливим кліматом. Їхні копита погано переносять вологий європейський клімат і нерідко утворюють глибокі тріщини і дірки, в яких поступово може розвиватись гниття. Тому догляд за копитами віслюків украй важливий у вологих місцевостях.
Забарвлення шерсті у віслюків може бути сіре, коричневе або чорне, зрідка зустрічаються білі породи. Черево зазвичай світле, те ж саме стосується передньої частини морди й області навколо очей. У ослів жорстка грива і хвіст, що закінчується китицею. Вуха набагато довші, ніж кінські.

## Морфологічні особливості
Залежно від породи досягають висоти від 90 до 160 см, статевої зрілості набувають у 2–2,5 роки. Також віслюки відрізняються довшим ніж в коней періодом вагітності 12–14 місяців. Спаровування можливе увесь рік, проте відбувається, як правило, навесні. Народжується одне або двоє дитинчат, які у віці від 6 до 9 місяців стають самостійними.
Окрім зовнішніх відмінностей від коней існують ще деякі, не помітні, на перший погляд, особливості. Однією з них є різна кількість хребців. Крім того, у віслюків 31 пара хромосом, тоді як у коней їх 32. Температура тіла у віслюків трохи нижча, вона складає в середньому 37 °C, а не 38 °C, як у коней.

## Дикі та свійські віслюки
Як і у випадку з кіньми, варто розрізняти споконвічно диких і здичавілих віслюків. Колись декілька підвидів диких віслюків водилися в північній Африці й Передній Азії, проте в результаті одомашнення майже зникли вже в епоху римлян. У наш час вони живуть лише в Ефіопії, Еритреї, Сомалі й Судані; невелика популяція зуміла прижитися в заповіднику в Ізраїлі. У 1980-х загальна чисельність диких віслюків оцінювалася в тисячу особин і з тої пори ще більше скоротилася. У Сомалі дикі осли в результаті громадянської війни й анархії вже ймовірно повністю винищені, в Ефіопії й Судані така ж доля може чекати їх найближчим часом. Єдиною країною з порівняно стабільною популяцією диких ослів є Еритрея, де їх налічують близько 400 особин.
Колись домашні, а зараз здичавілі віслюки живуть у багатьох регіонах світу. До їх ареалу поширення відносяться й ті країни, в яких ще є дикі осли, що за побоюваннями зоологів може призвести до того, що обидві групи змішаються і занапастять «генетичну чистоту» дикого осла. Близько 1,5 млн здичавілих ослів бродять степами Австралії. На південному заході США живуть приблизно 6 тисяч здичавілих ослів, burros, вони перебувають під охороною. Одна з небагатьох європейських популяцій здичавілого осла зустрічається на Кіпрі, на півострові Карпац. Вони темно-коричневі або чорні й помітно більші ніж інші віслюки. Часто у них спостерігаються зеброподібні смуги на ногах.

## Одомашнення віслюків

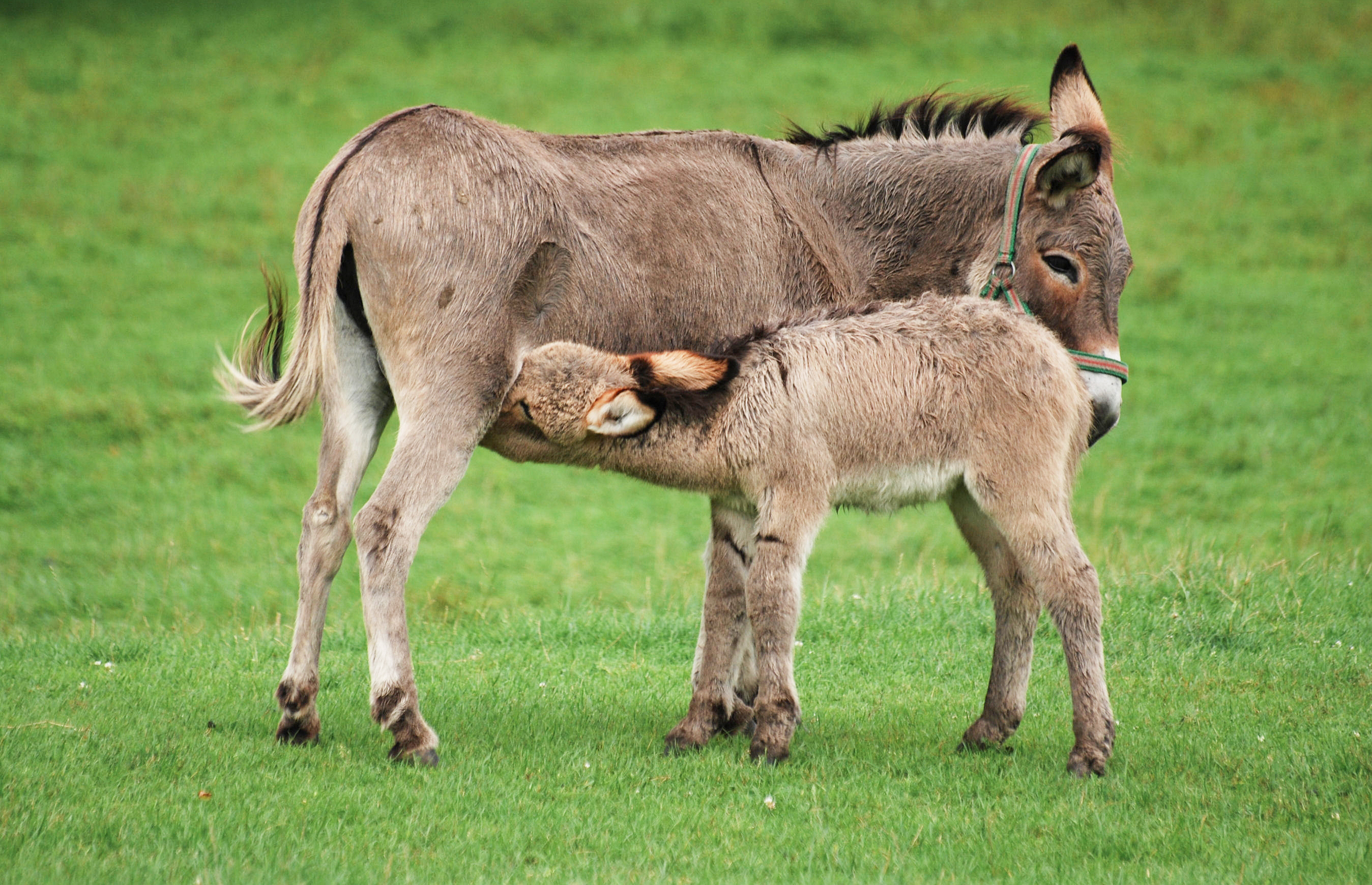
Малі віслюки ссуть свою матір до 6 місяців після народження

Одомашнення ослів відбулося значно раніше, ніж коней. Віслюки були першими тваринами, яких стародавня людина використовувала для перевезення вантажів. Вже близько 4000 до н. е. в дельті Нілу тримали одомашнених нубійських ослів. У Месопотамії диких ослів приручили ненабагато пізніше. У античну епоху осли потрапили до Європи. Відомо, що осли малоазійського походження були в етрусків. До Греції осли потрапили близько 1000 до н. е.
Спочатку віслюків використовували для верхової їзди та тяги возів, але з появою швидших і сильніших коней були замінені ними. Однак віслюки мають низку переваг над кіньми, оскільки витриваліші, менш вибагливі до корму і в змозі набагато довше обходитися без води та їжі.
Іноді ослів використовували для отримання м'яса, молока і шкіри. Ослячу шкіру в Середньовіччі використовували для виготовлення пергаменту. На північ від Альп осли почали зустрічатися тільки з римських часів.
Віслюків схрещують з кіньми: гібриди від схрещування ослів з кобилами називають мулами, від схрещування жеребців з ослицями — ослюками.